# Wahlbezirk Böhmen 9
Der Wahlbezirk Böhmen 9 war ein Wahlkreis für die Wahlen zum Abgeordnetenhaus im österreichischen Kronland Böhmen. Der Wahlbezirk wurde 1907 mit der Einführung der Reichsratswahlordnung geschaffen und bestand bis zum Zusammenbruch der Habsburgermonarchie.

## Geschichte
Nachdem der Reichsrat im Herbst 1906 das allgemeine, gleiche, geheime und direkte Männerwahlrecht beschlossen hatte, wurde mit 26. Jänner 1907 die große Wahlrechtsreform durch Sanktionierung von Kaiser Franz Joseph I. gültig. Mit der neuen Reichsratswahlordnung schuf man insgesamt 516 Wahlbezirke, wobei mit Ausnahme Galiziens in jedem Wahlbezirk ein Abgeordneter im Zuge der Reichsratswahl gewählt wurde. Der Abgeordnete musst sich dabei im ersten Wahlgang oder in einer Stichwahl mit absoluter Mehrheit durchsetzen. Der Wahlkreis Böhmen 9 umfasste den westlichen sowie südlichen Teil von Smíchov, der nicht vom Wahlbezirk Böhmen 8 eingenommen wurde, sowie die Ortsgemeinden Košíře, Kněževes, Střešovice, Dejvice, Bubeneč und Hlubočepy (alle Gerichtsbezirk Smichow),  Mysočan, Podol und Branik. Aus der Reichsratswahl 1907 ging Lev Winter von den Tschechischen Sozialdemokraten als Sieger hervor. Winter konnte seinen Sitz auch bei der Reichsratswahl 1911 erfolgreich verteidigen.

## Wahlen

### Reichsratswahl 1907
Die Reichsratswahl 1907 wurde am 14. Mai 1907 durchgeführt. Die Stichwahl entfiel auf Grund der Mehrheit von Winter im ersten Wahlgang.
| Kandidat                                                                | Partei                               | Wahlkreisstimmen | Prozent |
| ----------------------------------------------------------------------- | ------------------------------------ | ---------------- | ------- |
| Lev Winter                                                              | Tschechische Sozialdemokraten        | 7554             | 59,1 %  |
| Václav Choc                                                             | Tschechische national-soziale Partei | 3730             | 29,2 %  |
| František Roček                                                         | Jungtschechen                        | 958              | 7,5 %   |
| Tomáš Jirousek                                                          | Katholische Volkspartei              | 298              | 2,3 %   |
| Alexander Richter                                                       | Deutsche Fortschrittspartei          | 133              | 1,0 %   |
| Raphael Pacher                                                          | Freialldeutsche Partei               | 42               | 0,3 %   |
|                                                                         | Sonstige Parteien                    | 72               | 0,6 %   |
| Wahlberechtigte: 14.460, Ungültige Stimmen: 32, Wahlbeteiligung: 88,7 % |                                      |                  |         |

### Reichsratswahl 1911
Die Reichsratswahl 1911 wurde am 13. Juni 1911 durchgeführt. Die Stichwahl entfiel auf Grund des absoluten Mehrheit für Němec im ersten Wahlgang.
| Kandidat                                                                | Partei                               | Wahlkreisstimmen | Prozent |
| ----------------------------------------------------------------------- | ------------------------------------ | ---------------- | ------- |
| Lev Winter                                                              | Tschechische Sozialdemokraten        | 7153             | 50,0 %  |
| Franz Auda                                                              | Tschechische national-soziale Partei | 6685             | 46,7 %  |
| Václav Hrduka                                                           | Christlichsoziale Partei             | 267              | 1,9 %   |
| Alexander Richter                                                       | Deutsche Fortschrittspartei          | 139              | 1,0 %   |
|                                                                         | Sonstige                             | 60               | 0,4 %   |
| Wahlberechtigte: 17.212, Ungültige Stimmen: 66, Wahlbeteiligung: 83,5 % |                                      |                  |         |